# Westgate-on-Sea
Westgate-on-Sea – miasto w Anglii, w hrabstwie Kent, w dystrykcie Thanet. Leży 21 km na północny wschód od miasta Canterbury i 103 km na wschód od centrum Londynu. W 2001 miasto liczyło 6594 mieszkańców.